# Manglobe
Manglobe Inc. (株式会社マングローブ) est un studio d'animation japonais fondé le 7 février 2002 par deux producteurs de Sunrise : Shinichirō Kobayashi et Takashi Kochiyama. Le 29 septembre 2015, le studio lance une procédure de faillite, du fait d'une cessation de paiements depuis quelque temps sans avoir pu trouver une solution pour résoudre cette situation,.

## Production
Le studio a produit les anime suivants :
- Trip Trek (2003)
- Samurai Champloo (26 épisodes) (mai 2004 - mars 2005)
- Ergo Proxy (23 épisodes) (février 2006 - juillet 2006)
- Michiko to Hatchin (22 épisodes) (octobre 2008 - mars 2009)
- The Sacred Blacksmith (12 épisodes) (octobre 2009 - décembre 2009)
- House of Five Leaves (Sarai-ya Goyō) (12 épisodes) (avril 2010 - juillet 2010)
- Que sa volonté soit faite (12 épisodes) (octobre 2010 - décembre 2010)
- Que sa volonté soit faite II (12 épisodes) (avril 2011 - juin 2011)
- Deadman Wonderland (12 épisodes) (avril 2011 - juillet 2011)
- Hayate the Combat Butler - Le film (film) (2011)
- Mashiro-Iro Symphony (12 épisodes) (octobre 2011 - décembre 2011)
- Hayate the Combat Butler: Can't Take My Eyes Off You (12 épisodes) (octobre 2012 - décembre 2012)
- Zettai Karen Children: The Unlimited (12 épisodes) (janvier 2013 - mars 2013)
- Karneval (13 épisodes) (avril 2013 - juin 2013)
- Hayate the Combat Butler: Cuties (12 épisodes) (avril 2013 - juillet 2013)
- Que sa volonté soit faite III (12 épisodes) (juillet 2013 - septembre 2013)
- Samurai Flamenco (22 épisodes) (octobre 2013 - mars 2014)
- GANGSTA. (12 épisodes) (juillet 2015 - septembre 2015)
- Genocidal Organ (film) (2007)

Il a aussi collaboré sur d'autres projets :
- Devil Kings (戦国BASARA, Sengoku Basara?) (jeu vidéo, 2005) : storyboard, effets spéciaux, photographie et les vidéos d'animation[6].
- Sousei no Aquarion (anime, 2005) (épisode 22)[7]
- Rozen Maiden ~Träumend~ (anime, 2005) : générique d'ouverture[8]

## Comité de direction
- CEO : Shinichirō Kobayashi (小林真一郎?)[1]
- Directeur exécutif : Takashi Kochiyama (河内山隆?)[1]
- Directeur : Hideo Okamoto (岡本英郎?)[1]
- Auditeur : Toru Matuoka (松岡徹?)[1]